# Kindan no Resistance
„Kindan no Resistance” (jap. 禁断のレジスタンス Kindan no Rejisutansu) – trzydziesty singel japońskiej piosenkarki Nany Mizuki, wydany 15 października 2014 roku. Utwór tytułowy został użyty jako opening anime Cross Ange: Rondo of Angels and Dragons, a utwór BLUE został wykorzystany w zakończeniu filmu Space Battleship Yamato 2199: Tsuioku no kōkai. Singel osiągnął 5 pozycję w rankingu Oricon i pozostał na liście przez 13 tygodni, sprzedał się w nakładzie 55 209 egzemplarzy.

## Lista utworów
| Nr | Tytuł                                                                  | Słowa               | Kompozycja    | Aranżacja      | Czas |
| -- | ---------------------------------------------------------------------- | ------------------- | ------------- | -------------- | ---- |
| 1. | "Kindan no Resistance" (jap. 禁断のレジスタンス Kindan no Rejisutansu) | Nana Mizuki         | Yūsuke Katō   | Yūsuke Katō    | 4:26 |
| 2. | "BLUE"                                                                 | Nana Mizuki         | Eriko Yoshiki | Hitoshi Fujima | 4:11 |
| 3. | "Dream Rider" (jap. ドリームライダー Dorīmu Raidā)                     | Nana Mizuki, Sayuri | Yūsuke Katō   | Jun Suyama     | 3:26 |

## Notowania
| Lista                                      | Pozycja |
| ------------------------------------------ | ------- |
| Oricon Daily Singles Chart                 | 7       |
| Oricon Weekly Singles Chart                | 5       |
| Billboard Japan Hot 100                    | 5       |
| Billboard JAPAN Hot Animation              | 1       |
| Billboard JAPAN Hot Singles Sales          | 5       |
| Billboard JAPAN Hot Top Airplay            | 65      |
| Billboard JAPAN Adult Contemporary Airplay | 94      |
| Sound Scan Japan                           | 6       |